# Американский снукер
Американский снукер (англ. American snooker) — изменённый вариант игры в снукер. Изобретён в первой половине XX века в Северной Америке (США); там же пользуется наибольшей популярностью.

## Инвентарь
Игра чаще всего ведётся на «маленьком» столе (10х5 или 9х4,5 футов), иногда — на обычном (12х6). Используются снукерные шары диаметром 54 или 57 мм. (хотя, по правилам, допускается играть и с шарами стандартного размера — 52.5 мм.). Все остальные игровые предметы точно такие же, как и в обычной версии снукера.

## Правила
Американский снукер имеет ряд не очень значительных различий в правилах ведения игры. Основные из них:
- Отсутствие понятий «мисс», свободный шар, «touching ball».
- После любого фола сопернику начисляется семь очков.
- После того, как биток вылетит с пределов стола или упадёт в лузу, соперник может играть любой шар вне зависимости от того, цветной он или красный[1]. При этом, как и в обычном снукере, биток перед ударом должен находиться в секторе D.
- При начальном ударе биток и хотя бы один из красных шаров должны коснуться как минимум одного борта (или красный может быть просто забит, без касания бортов), причём эти условия засчитываются только после касания битком красного. Если условия не выполнены — это фол.
- Даже если очередь игры перешла к сопернику, снукерист, завершивший свой подход, может получить фол.
- После любого из ударов, если при нём не был забит шар, биток или любой другой шар должен коснуться как минимум одного борта. Если условия не выполнены — это фол.
- Если в результате удара биток «перепрыгнул» через шар (перескок), не коснувшись его, это в любом случае фол.
- В некоторых случаях допускается пропих.